# Col de Bavella
De Col de Bavella is een bergpas op een hoogte van 1218 meter op het Franse eiland Corsica. De bergpas verbindt Solenzara aan de oostkust van het eiland met Zonza in de Alta Rocca. De col vormt de meest zuidelijke van de vier grote Corsicaanse bergpassen (Vergio, Vizzavona en Verde) die de hoofdkam van het eiland overgaan. De pas vormt een belangrijke verbinding tussen het zuidwesten van het eiland (Alta Rocca, Sartène, Propriano) en het noordoosten (Bastia).
Net ten oosten van de col ligt het dorp Bavella, waarnaar de pas genoemd werd.
De Col de Bavella zou voor wielrenners de moeilijkst te beklimmen grote col zijn van het eiland. De laatste 7,4 kilometers stijgt de weg gemiddeld 9 % met pieken tot 11 %. De GR20 passeert op de Col de Bavella.

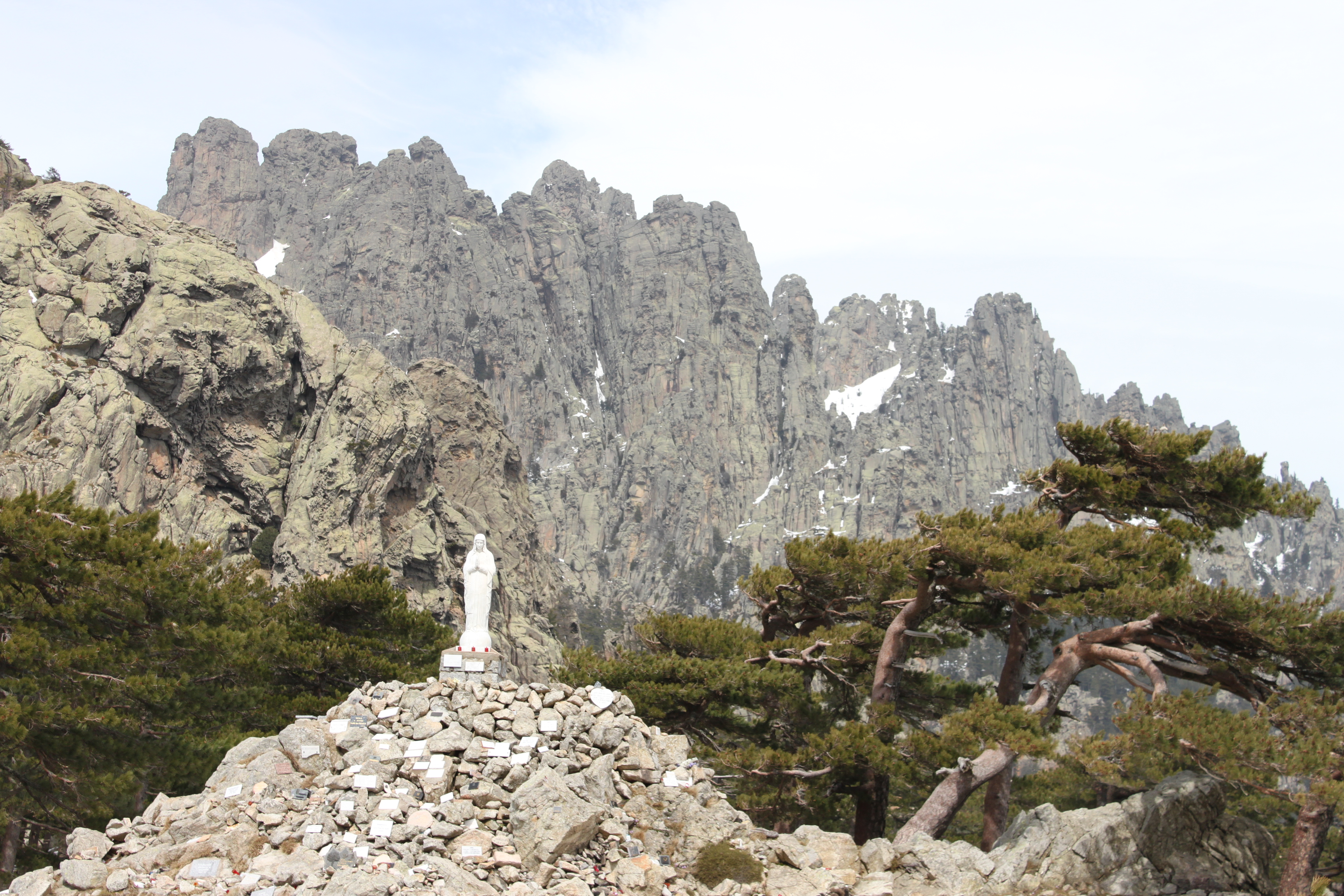
Aiguilles de Bavella en standbeeld van Notre-Dame-des-Neiges

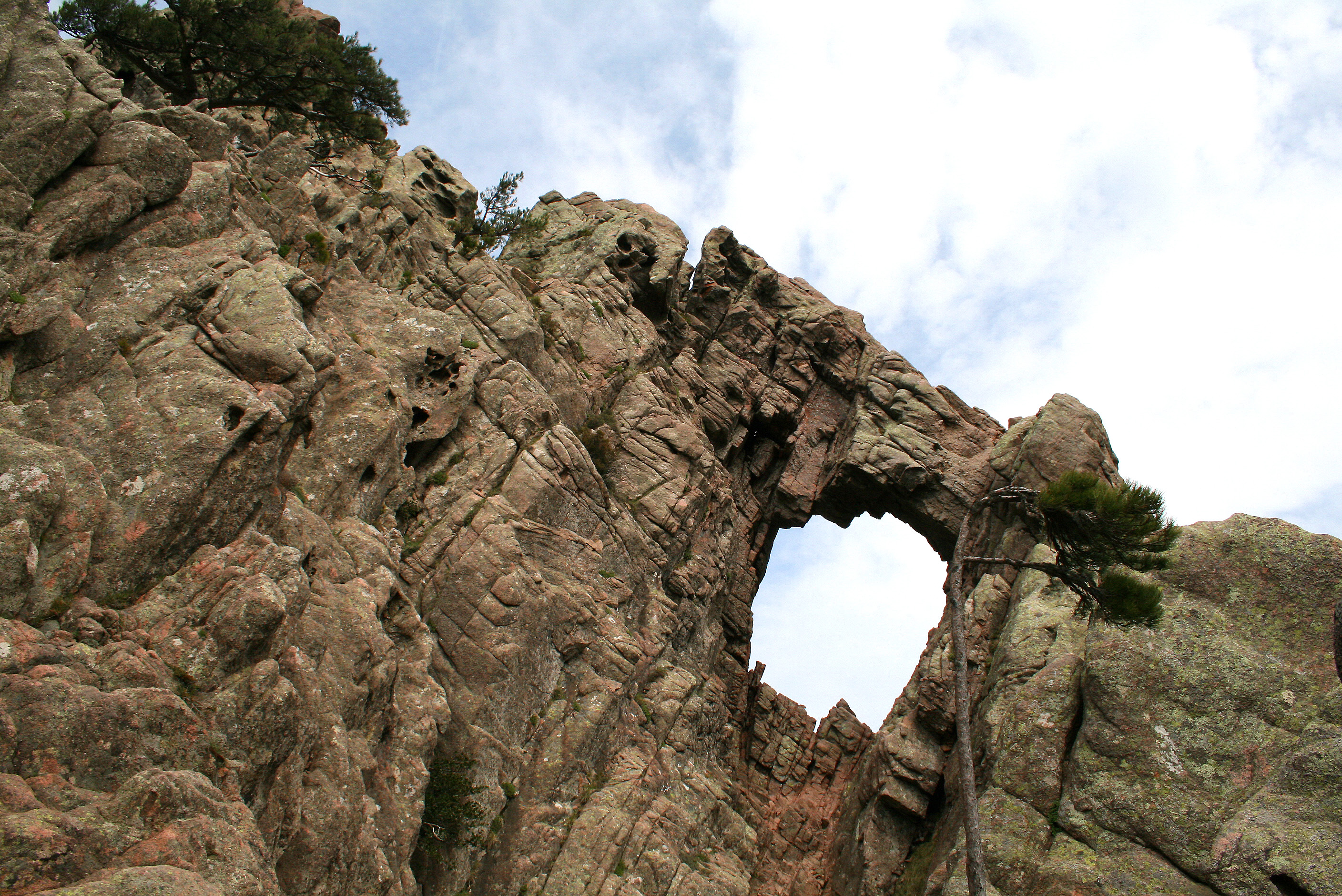
De populaire wandeling naar de Trou de la Bombe vertrekt vanaf de Col de Bavella